# Ляхово (Пазарджицька область)
Ля́хово (болг. Ляхово) — село в Пазарджицькій області Болгарії. Входить до складу общини Пазарджик.

## Населення
За даними перепису населення 2011 року у селі проживала 391 особа.
Національний склад населення села:
| Національність   | Кількість осіб | Відсоток |
| ---------------- | -------------- | -------- |
| болгари          | 382            | 98,2%    |
| турки            | 0              | 0%       |
| інша             | 5              | 1,3%     |
| Всього відповіли | 389            |          |

Розподіл населення за віком у 2011 році:
Динаміка населення: